# Telefoni Italia Media Orientale
La TIMO, sigla di Telefoni Italia Media Orientale S.A., era una compagnia telefonica italiana.
Era stata fondata il 20 dicembre 1923 con il nome di Società Abruzzese e Molisana Telefoni SA dalla Cassa di Risparmio di Rimini e della Società Adriatica Telefoni. Aveva sede a Bologna.
Nel 1926 viene acquisita dalla Società Idroelettrica Piemonte. Nel 1933 passa sotto il controllo di IRI-STET, e nel 1964 sarà fusa e incorporata nella SIP.
Gestiva la Rete Telefonica di Emilia-Romagna, Marche, Umbria (tranne il circondario di Orvieto, gestito dalla TETI), Abruzzo e Molise.

## Storia

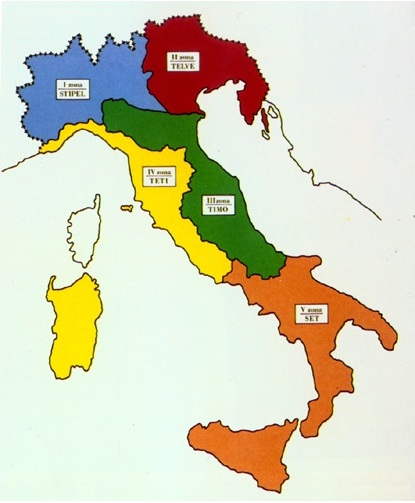
Cartina concessionarie

Nel settembre 1923 il primo Governo Mussolini, considerata la profonda crisi istituzionale del settore telefonico e le sempre più pressanti propensioni privatistiche post-belliche decise di affidare a più concessionarie private la gestione della telefonia italiana.
La decisione di affidare a più concessionarie la gestione del sistema telefonico fu determinata dall'esigenza di impedirne la concentrazione nelle mani di un unico centro di potere privato o del capitale straniero, dato che le maggiori aziende costruttrici di impianti telefonici che operavano in Italia erano straniere oppure sotto il controllo di capitale straniero.
Con il decreto regio nº 24 del 1923, il governo concedeva ad enti pubblici, a società o a privati l'esercizio degli impianti telefonici con il duplice scopo di sgravare lo stato dalle considerevoli spese di ricostruzione post-bellica non ancora portate a termine dallo Stato, per un settore non più ritenuto di primaria importanza, e di realizzare una svolta nella gestione del servizio, conferendogli un assetto più razionale ed efficace.
La cessione degli impianti ai privati prevedeva l'obbligo per i concessionari del pagamento di rate annuali, e di una quota di ammortamento degli interessi sugli impianti di cui entravano in possesso. Vi era inoltre l'obbligo nei due quinquenni successivi di portare avanti il riordinamento e lo sviluppo degli impianti con la minaccia di riscatto o di revoca della concessione in caso di inadempienza.
Si decise una suddivisione del territorio in cinque grandi zone, comprendenti impianti urbani e interurbani di minore importanza, da affidare ad altrettante società private che avrebbero dovuto assorbire le concessionarie preesistenti, e la creazione di una sesta concessione per gli impianti interurbani principali.
Le cinque zone tuttavia, nonostante le intenzioni del governo, non erano equivalenti tra loro e mostravano evidenti disequilibri sia nel numero di abbonati e di impianti
preesistenti, sia soprattutto, nelle potenzialità di sviluppo.
Questa disomogeneità economica fu ancor più evidente nelle scelte iniziali della commissione tecnica incaricata dal governo, che creò una zona comprendente il triangolo industriale (Piemonte, Lombardia e Liguria) dove si concentravano oltre la metà di tutti gli impianti del territorio italiano. Scelte che presto furono riconsiderate dalla commissione ministeriale che prese atto della concentrazione eccessiva d'impianti nella zona e decise lo spostamento della Liguria dalla prima alla quarta zona.

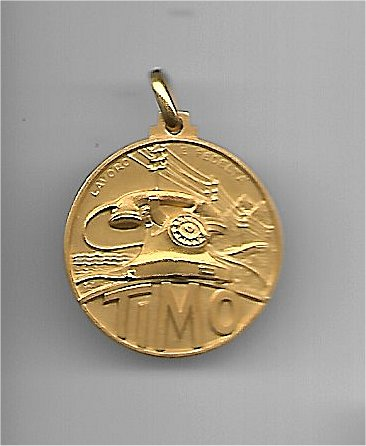

La gara d'appalto fu indetta per il 19 settembre 1924 ed i territori offerti in concessione vennero ripartiti nel seguente modo: prima zona Valle d'Aosta, Piemonte e Lombardia; seconda zona Tre Venezie, Friuli, Zara; terza zona Emilia, Marche, Umbria, Abruzzo, Molise; quarta zona Liguria, Toscana, Lazio, Sardegna; quinta zona Italia meridionale e Sicilia; sesta zona linee interprovinciali e internazionali.
La TIMO si aggiudicò la terza zona, la più vasta delle cinque zone date in concessione, ma ultima per numero di impianti e di abbonati. Si trattava di un'area con pochi centri urbani di grandi dimensioni e con una scarsa densità di popolazione, ma con un gran numero di paesi sparsi, di piccola e media densità abitativa, che avevano la necessità di un adeguato servizio interurbano. Queste capacità di sviluppo furono subito notate dal consigliere delegato Pietro Palloni, presidente della Cassa di Risparmio di Rimini, proprietario della “Società adriatica telefoni” e tra i principali fautori della nascita della società. Purtroppo, nonostante i progetti iniziali, ci si rese subito conto che l'impresa non sarebbe stata in grado di mantenere l'impegno di capitalizzazione assunto con il governo e nel 1926 fu ceduto l'intero pacchetto azionario alla Società Idroelettrica Piemonte che assunse il controllo della società.

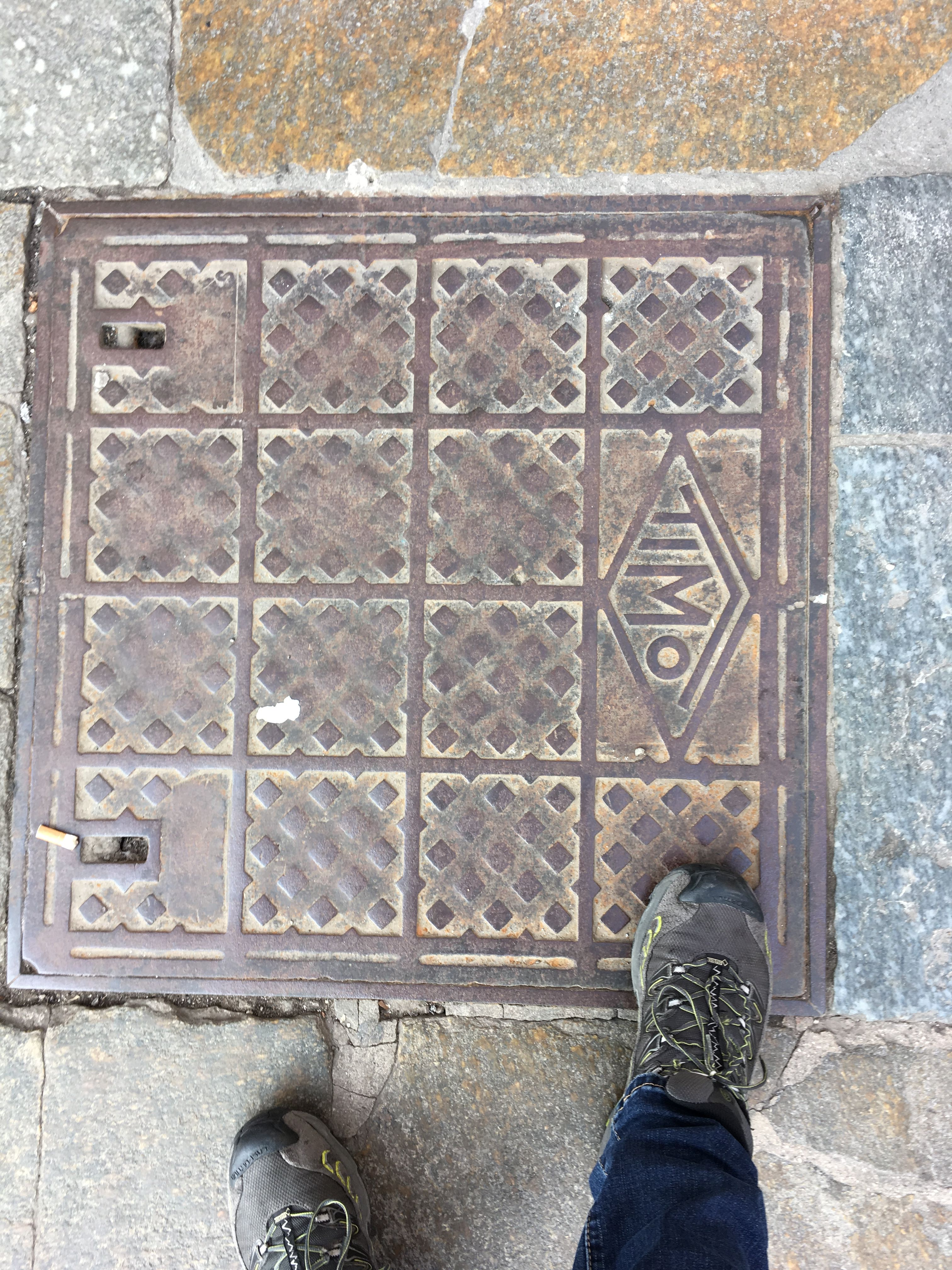
Tombino TIMO - Modena, L.S. Agostino

Pur lasciando alla società una propria autonomia, la SIP inserì in posizioni chiave i suoi uomini e tentò di uniformare, come vedremo in dettaglio, la struttura organizzativa TIMO al modello SIP.
A differenza di quanto fatto in STIPEL da Gian Giacomo Ponti, a causa soprattutto delle dimensioni della zona ed alla particolare conformazione geografica del territorio, fu applicato un modello leggermente diverso per la struttura organizzativa che prevedeva quattordici agenzie, che raggruppavano i vecchi uffici di zona concepiti prima dell'acquisizione da parte della SIP, tutte facenti capo a quattro direzioni d'esercizio a loro volta dipendenti dalla direzione generale. Era un modello organizzativo che nel 1928, dopo l'acquisizione della TELVE da parte della SIP, sarebbe stato nuovamente rivisto in ottica STIPEL.
La direzione generale avrà dunque gran parte degli uffici sempre a Torino, accanto alle strutture della Stipel. Del consiglio di amministrazione, costituitosi con il passaggio alla SIP, facevano parte il conte Gualtiero Isolani (presidente), Gian Giacomo Ponti (consigliere delegato) e i consiglieri Giuseppe Besozzi, Giovanni Buitoni, Adolfo Calzoni, Frank de Morsier, Mario Garbagni, Enrico Koelliker, Guglielmo Mengarini, Pietro Palloni, Rinaldo Panzarasa, Salvatore Pugliese, Oreste Simonotti, Luigi Solari, Michele Pollone. Il direttore generale era Enrico Dessalles, che sostituiva l'ing. Marchesi, nominato ispettore generale, e vicedirettore generale Mario Fano.
La TIMO soffriva al momento dell'acquisizione da parte della SIP di una eccessiva lentezza burocratica ed il personale faticava ad adattarsi ai più alti ritmi lavorativi adottati in STIPEL.
Per cercare di eliminare questa lentezza burocratica e velocizzare i ritmi di lavoro del personale acquisito con la società ci furono molti contrasti tra il nuovo gruppo dirigente e il personale che portarono all'allontanamento di molti funzionari della TIMO definiti di scarso rendimento, non adattabili ai sistemi lavorativi SIP.
A differenza della STIPEL, dove il personale acquisito dalla STET ed in parte dallo Stato fu in breve tempo educato ai ritmi lavorativi SIP, in TIMO non si sarebbe mai arrivati alla completa integrazione del personale preesistente al modello SIP. Conscio di ciò il nuovo gruppo dirigente tentò dunque nuovi innesti di personale con un piano formativo di lungo periodo e l'istituzione di un corso per allievi ingegneri da impiegare in futuro per funzioni di esercizio e agenzia. Come le altre concessionarie vincitrici delle gare d'appalto, anche la TIMO ereditò dallo Stato e dalle concessionarie preesistenti apparati fatiscenti o obsoleti che richiedevano manutenzione o addirittura la totale sostituzione. Esattamente come la STIPEL, la TIMO affrontò il problema mettendo in atto un graduale ammodernamento e l'ampliamento, dove possibile, degli impianti già installati nella zona di concessione con considerevoli investimenti e con l'utilizzo di modernissime tecnologie.
Una delle prime priorità fu il rifacimento della rete urbana, progettata con scavi e canalizzazioni, per facilitare eventuali futuri ampliamenti. Parallelamente si procedette all'implementazione del servizio nelle aree urbane non ancora raggiunte con nuove centrali e reti installate a Reggio Emilia, Faenza, Pesaro, Terni, Sulmona, Rieti, Assisi, Lanciano, L'Aquila, Pescara ed altri centri minori.

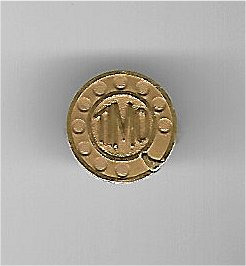

Furono svolti anche dei lavori di particolare importanza come la completa ristrutturazione, nel triennio dal 1925 al 1928, della rete di Bologna che prevedeva anche l'installazione di una nuova centrale automatica, inaugurata il 12 giugno 1928 dal re Vittorio Emanuele III in persona, oppure il cavo di collegamento interurbano, per il collegamento tra la città di Bologna e la città di Ancona, completato l'anno successivo.
Tutti questi investimenti, se da un lato accrescevano il numero di abbonati della società, dall'altro esponevano quest'ultima finanziariamente.
Nel triennio dal 1925 al 1928 la società riuscì quasi a raddoppiare il numero degli abbonati nella zona di concessione, ma ciononostante le entrate e l'eccessiva esposizione finanziaria portarono le obbligazioni contratte quasi al doppio del capitale sociale di 50 milioni di lire.